# Anastasia Smirnova
Anastasia Andrejevna Smirnova (Russisch: Анастасия Андреевна Смирнова) (Tsjoesovoj, 31 augustus 2002) is een Russische freestyleskiester. Ze vertegenwoordigde het Russisch Olympisch Comité op de Olympische Winterspelen 2022 in Peking.

## Carrière
Smirnova maakte haar wereldbekerdebuut in februari 2017 in Pyeongchang. Op 7 december 2018 scoorde de Russin in Ruka haar eerste wereldbekerpunten, acht dagen later behaalde ze in Thaiwoo haar eerste toptienklassering in een wereldbekerwedstrijd. Op de wereldkampioenschappen freestyleskiën 2019 in Park City eindigde Smirnova als vierde op het onderdeel moguls en als negende op het onderdeel dual moguls. In januari 2020 stond de Russin in Tremblant voor de eerste maal in haar carrière op het podium van een wereldbekerwedstrijd. In Almaty nam ze deel aan de wereldkampioenschappen freestyleskiën 2021. Op dit toernooi werd ze wereldkampioene op het onderdeel dual moguls, op het onderdeel moguls behaalde ze de bronzen medaille. Tijdens de Olympische Winterspelen van 2022 in Peking veroverde Smirnova de bronzen medaille op het onderdeel moguls.

## Resultaten

### Olympische Winterspelen
| Jaar | Plaats | Resultaten |
| ---- | ------ | ---------- |
| 2022 | Peking | Moguls     |

### Wereldkampioenschappen
| Jaar | Plaats    | Resultaten               |
| ---- | --------- | ------------------------ |
| 2019 | Park City | 9e Dual Moguls 4e Moguls |
| 2021 | Almaty    | Dual Moguls · Moguls     |

### Wereldbeker
Eindklasseringen
| Seizoen   | Algm | MO  |
| --------- | ---- | --- |
| 2018/2019 | 79e  | 16e |
| 2019/2020 | 39e  | 9e  |
| 2020/2021 | -    | 13e |